# Большое Плотово
Большое Плотово (уст. Пекшеяр) — пресноводное озеро ледникового происхождения в Нижегородской области России, находится на территории Воротынского района. Это самое крупное озеро естественного происхождения в Нижегородской области. Площадь озера — 2,52 км² (по другим данным — 2,594 км²). 
Расположено на востоке области, в Камско-Бакалдинском болотном массиве, почти на границе с Республикой Марий Эл, в 4,5 км к юго-востоку от посёлка Красная Звезда и к северу от озера Малое Плотово. К северо-западу от озера находится исток реки Кугай — правого притока Люнды. Озеро находится на высоте 112,8 метра над уровнем моря, имеет овальную форму, его длина — около 2,3 км, в центральной части ширина достигает 1,6 км. Острова отсутствуют.  Площадь водосбора — 34,5 км². Максимальная глубина на середине составляет около 13 м. Данный водоём сформировался в результате выдувания ветром обширной котловины в песках, принесенных водами тающего ледника. 
Сколь-либо заметных притоков не имеет. Полностью окружено одноимённым болотом, находясь почти в его центре. Из этого болота берёт исток река Перша. Доступ к озеру возможен только в сухую погоду с южной стороны.
Береговая линия ровная, берега низкие, покрыты преимущественно заболоченным сосновым лесом.
Болото Большое Плотово вместе с озером являются комплексным памятником природы. На озере гнездится чернозобая гагара и встречается полушник колючеспорый и полушник озерный, которые включены в Красную книгу России. 